# Abingdon Boys School
Abingdon Boys School (アビングドンボーイズスクール, abingudon bōizu sukūru), est un groupe japonais rock créé par Takanori Nishikawa. Formé en 2005, le groupe a été appelé Abingdon Boys School en référence à l'école anglaise de garçons, Abingdon School (comté d'Oxfordshire, dans le sud-est de l'Angleterre), où les membres du groupe de rock anglais Radiohead ont étudié.

## Historique
C'est en 2005 qu'Abingdon Boys School a publié sa première chanson, "Stay Away", une chanson en anglais écrite pour Love for Nana ~Only 1 Tribute~, un album hommage à Nana.
Leur premier concert a lieu le 24 novembre 2005, aux côtés d'Uverworld et Quartet Tsubakiya, ce concert a été organisé par le magazine japonais de musique CD Data.
Le 3 septembre 2006, le groupe annonce avoir signé avec Sony Music Japan (qui a également été l'étiquette du projet solo de Nishikawa T.M. Revolution).
Le groupe sort son premier album studio le 17 octobre 2007.
Le 16 juillet 16 2008, Abingdon Boys School publie un DVD live d'un concert de février 2008. 
Deux versions ont été mises à la vente : une édition limitée avec deux DVD (un contenu différent, des photos et des autocollants) et l'édition normale (un seul DVD).
Jusqu'à présent, tous les singles du groupe sont des chansons utilisées dans des Jeux Vidéo ou des génériques d'Anime, Nishikawa ayant fait les voix dans certains des animes:
- Innocent Sorrow a été utilisé comme générique de D.Gray-Man.
- Howling pour l'anime Darker than Black.
- From Dusk Till Dawn pour la suite Darker than Black Ryusei no Gemini.
- Nephilim pour le jeu Playstation 3 Folklore.
- Blade Chord et Jap pour la série Sengoku Basara.
- Strength pour l'anime de Soul Eater.
- Kimi no Uta pour Tokyo Magnitude 8.0.
- Dress pour Trinity Blood.

La chanson Fre@k $HoW du single  Innocent Sorrow, a également été utilisée dans un CD de compilation du film Death Note. Une version légèrement modifiée du morceau Valkyrie du single Jap, a été incorporée dans un album Monster Hunter 5th Anniversary en hommage au jeu vidéo Monster Hunter, cette version de la chanson fut rebaptisée "Valkyrie-Mix-Lioleia".
En novembre 2009, Abingdon Boys School effectue une tournée à travers l'Europe, accompagnée par la sortie d'un single et d'un album compilation intitulé Teaching Materials. 

Peu de temps après, un second album studio; intitulé Abingdon Road, est annoncé pour le 27 janvier 2010. En plus des 6 nouveaux titres, l'album contient des singles sortis depuis le premier album et une reprise de "Sweetest Coma Again" (Faisant partie de l'album "Luna Sea: Memorial Cover" dédié au groupe Luna Sea)
Après 3 ans d'absence, le groupe a annoncé la sortie d'un single nommé 「WE aRE」, OST du jeu Sengoku Basara HD Collection pour PS3 et qui sort le 9 septembre 2012.

## Membres
- Takanori Nishikawa (西川貴教, Nishikawa Takanori?) : chant
- Sunao Sakurai : guitare
- Hiroshi Shibasaki (柴崎 浩, Shibasaki Hiroshi?) : guitare
- Toshiyuki Kishi (岸 利至, Kishi Toshiyuki?) : claviers

### Membres en tournée
- Ikuo : guitare basse
- Kozy Hasegawa (長谷川 浩二, Hasegawa Kōji?) : batterie

## Discographie

### Singles
|    | Information                                          | Copies vendues |
| -- | ---------------------------------------------------- | -------------- |
| 1. | Innocent Sorrow - Réalisation : 6 décembre 2006      | 86,115         |
| 2. | Howling - Réalisation : 16 mai 2007                  | 73,947         |
| 3. | Nephilim - Réalisation : 4 juillet 2007              | 45,715         |
| 4. | Blade Chord - Réalisation : 5 décembre 2007          | 43,319         |
| 5. | STRENGTH. - Réalisation : 25 février 2009            | 36,857         |
| 6. | JAP - Réalisation : 20 mai 2009                      | 54,803         |
| 7. | Kimi no Uta - Réalisation : 26 août 2009             | 30,580         |
| 8. | From Dusk Till Dawn - Réalisation : 16 décembre 2009 | 27,013         |
| 9. | WE aRE - Réalisation : 5 septembre 2012              | ?              |

## Filmographie

### DVD
- abingdon boys school JAPAN TOUR 2008 (16 juillet 2008)
- Abingdon Road Movies (27 janvier 2010)
- abingdon boys school JAPAN TOUR 2010 (29 septembre 2010)
- abingdon boys school JAPAN TOUR 2020 (16 février 2022)

### Bluray
- abingdon boys school JAPAN TOUR 2010 (29 septembre 2010)
- abingdon boys school JAPAN TOUR 2020 (16 février 2022)

### Partitions
- primer ~musical score~ (Édité par Rittor Music)